# Орта, Виктор
Барон Викто́р Пьер Орта́ (фр. Victor Pierre Horta, 6 января 1861, Гент, Бельгия — 8 сентября 1947, Брюссель) — бельгийский архитектор и рисовальщик-декоратор, один из основателей франко-бельгийского стиля ар-нуво. Построенный по его проекту особняк Тассель в Брюсселе (1892—1893) считается первой постройкой в «новом стиле», и наряду с тремя другими домами, также построенными по его проекту вдоль улицы Тюрен, включён в список Всемирного наследия ЮНЕСКО.

## Биография

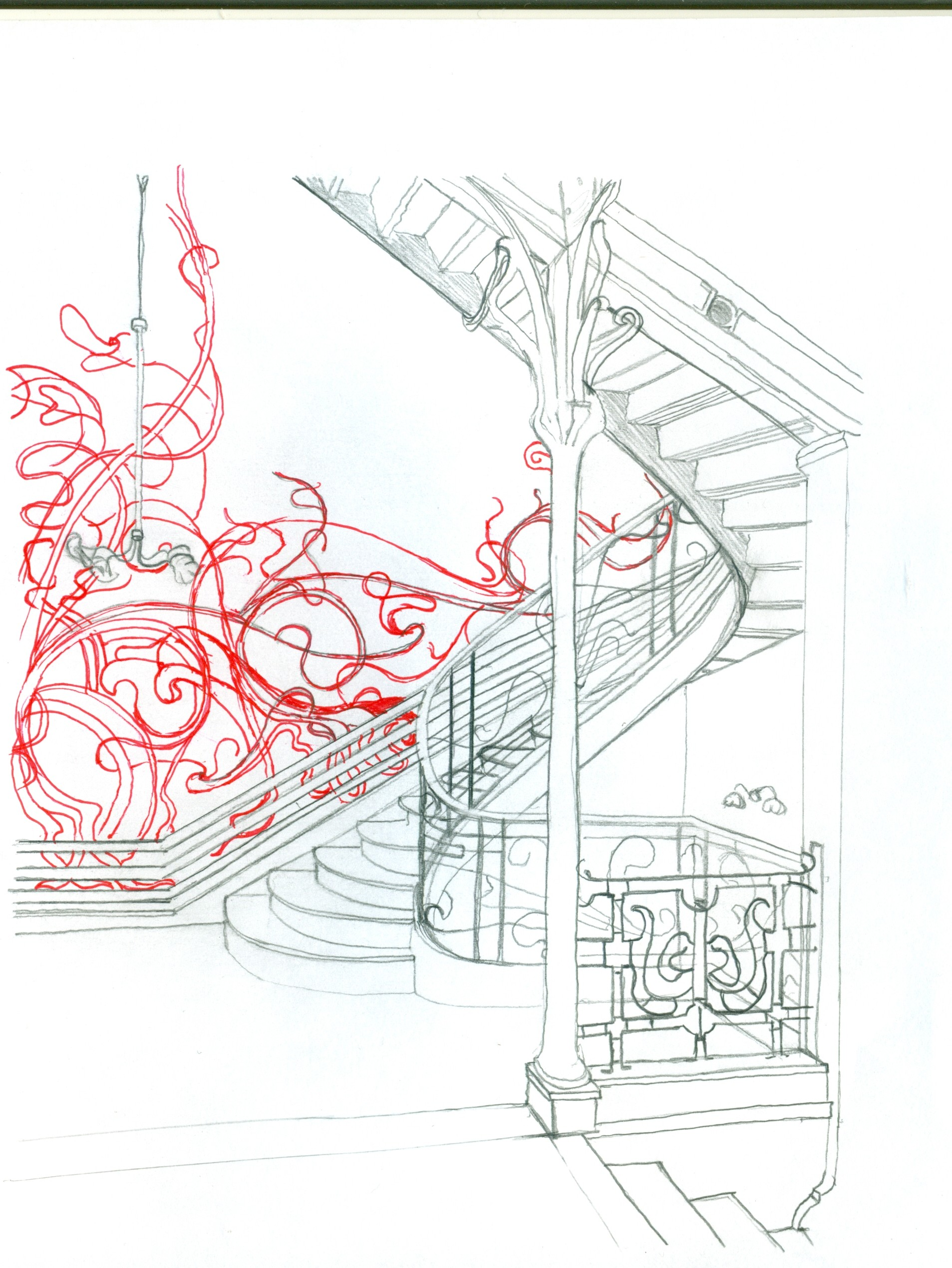
Лестница Отеля Тассель. Эскиз В. Орта

Виктор Орта происходил из бедной семьи, его отец Петрус (Пьер) Орта, был скромным ремесленником-сапожником, родился в Брюгге в 1795 году и поселился в Генте. Он был четырнадцатым из пятнадцати детей. Его мать, Хенрика (Генриетта Коппитерс) уже имела десять детей от первого брака. Виктор лишился отца в 1880 году, когда ему не было ещё и двадцати. Пьер Орта любил музыку, и юного Виктора также тянуло к игре на скрипке. Но он был уволен за недисциплинированность из Музыкальной консерватории и поступил на отделение архитектурного рисунка в Королевскую академию изящных искусств в Генте (ныне Королевская академия изящных искусств «KASK» и Королевская консерватория составляют школу искусств Университетского колледжа Гента). В 1878 году Виктор Орта уехал в Париж с архитектором-декоратором Жюлем Дюбюссоном; вернулся в Гент через два года, после смерти отца. В 1881 году он женился на Полине Хейзе. Супруги поселились в Брюсселе.
В 1884 году Виктор Орта получил первую премию Годешарля (le premier prix Godecharle) в области архитектуры. Эта стипендия привела его к путешествию во Францию и Германию.
В 1888 году Виктор Орта был принят в брюссельскую масонскую ложу Великого востока Бельгии «Друзья филантропии» (Les Amis philanthropes), куда уже входил его друг, скульптор Годфруа Девриз.

## Особняк Тассель, отели улицы Тюрен и Народный дом

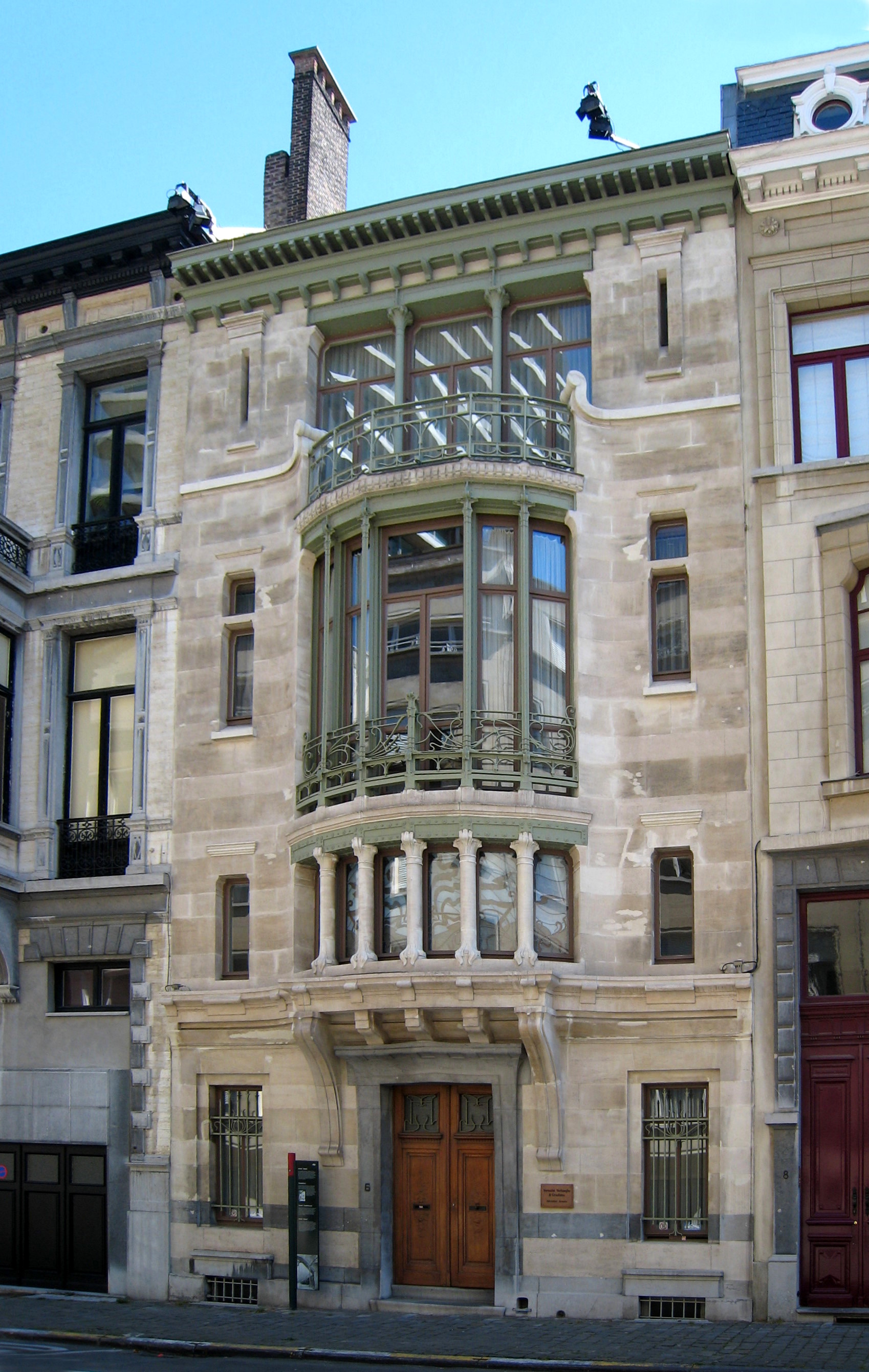
Отель Тассель. 1892—1893
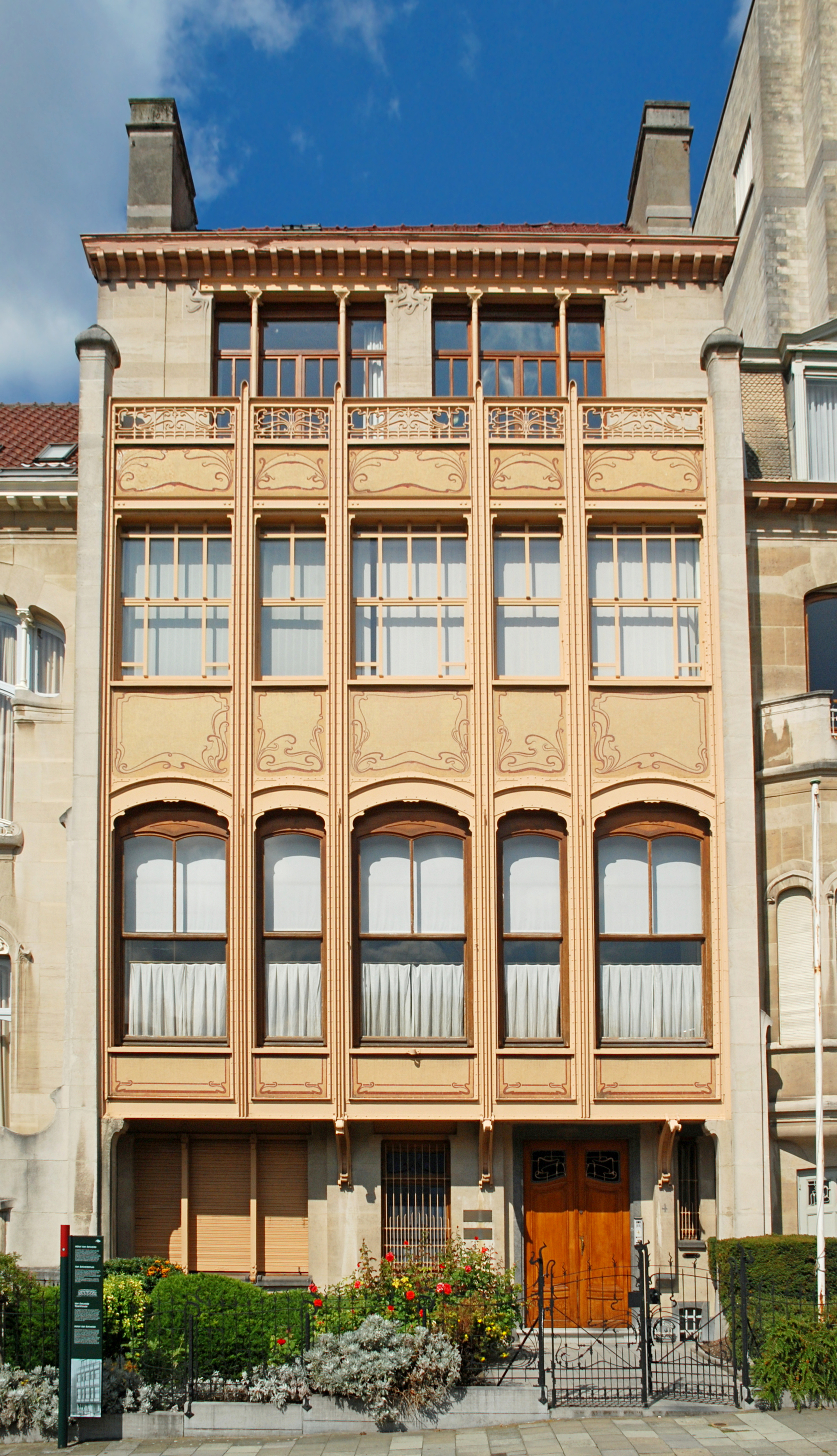
Особняк ван Этвельде. 1898—1900
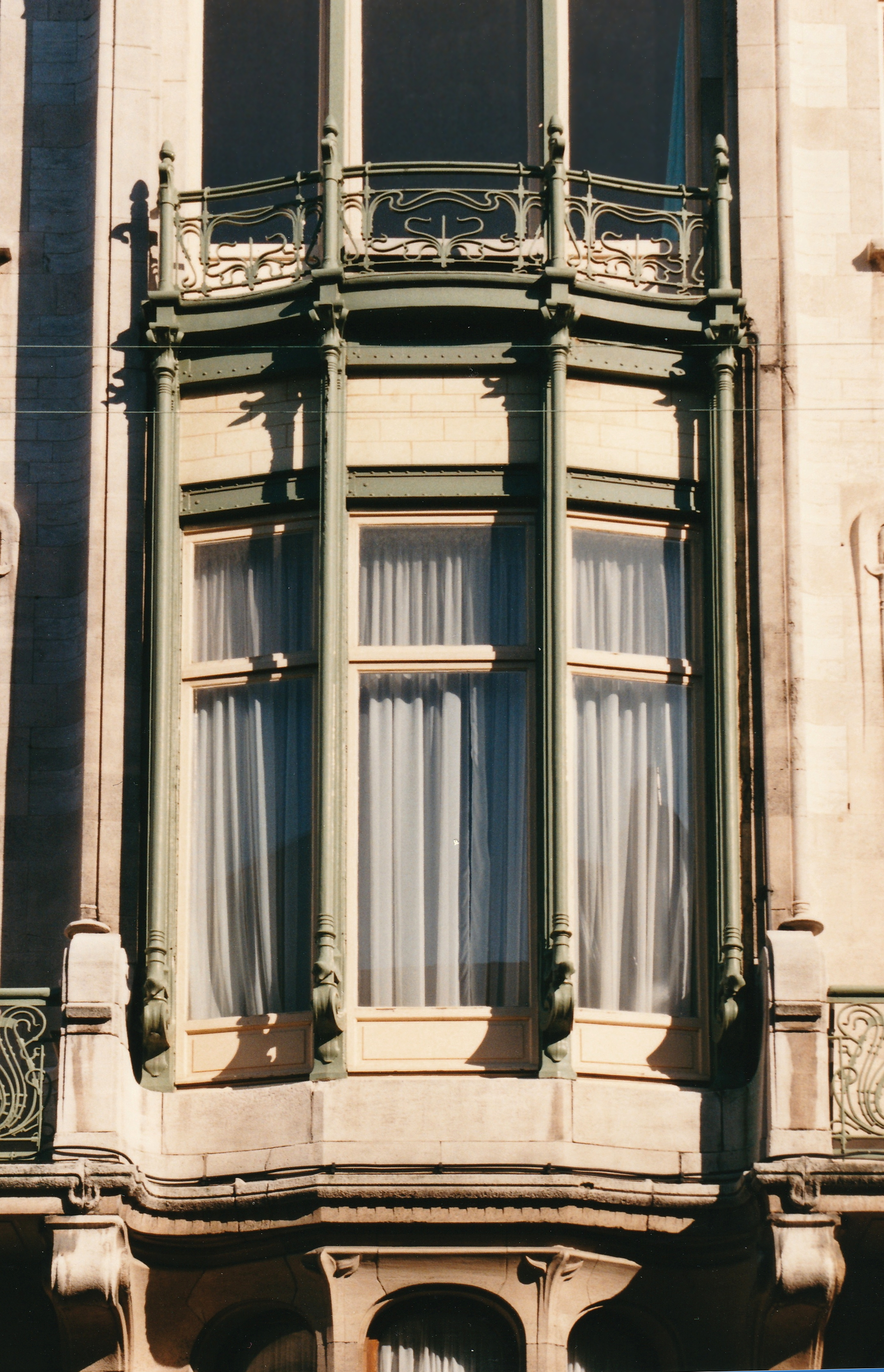
Отель Винсинжер. 1894—1897
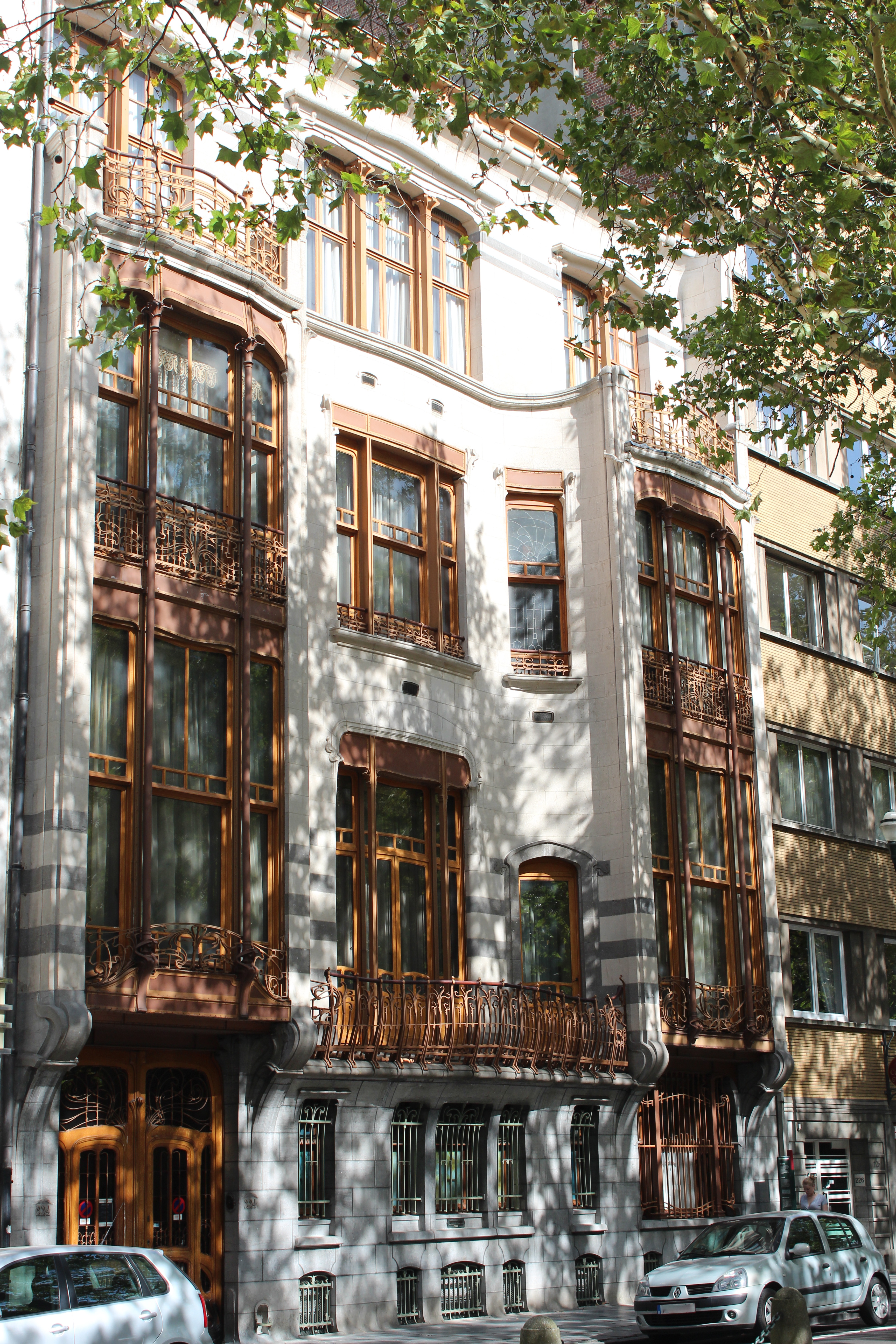
Отель Сольве. 1898—1900
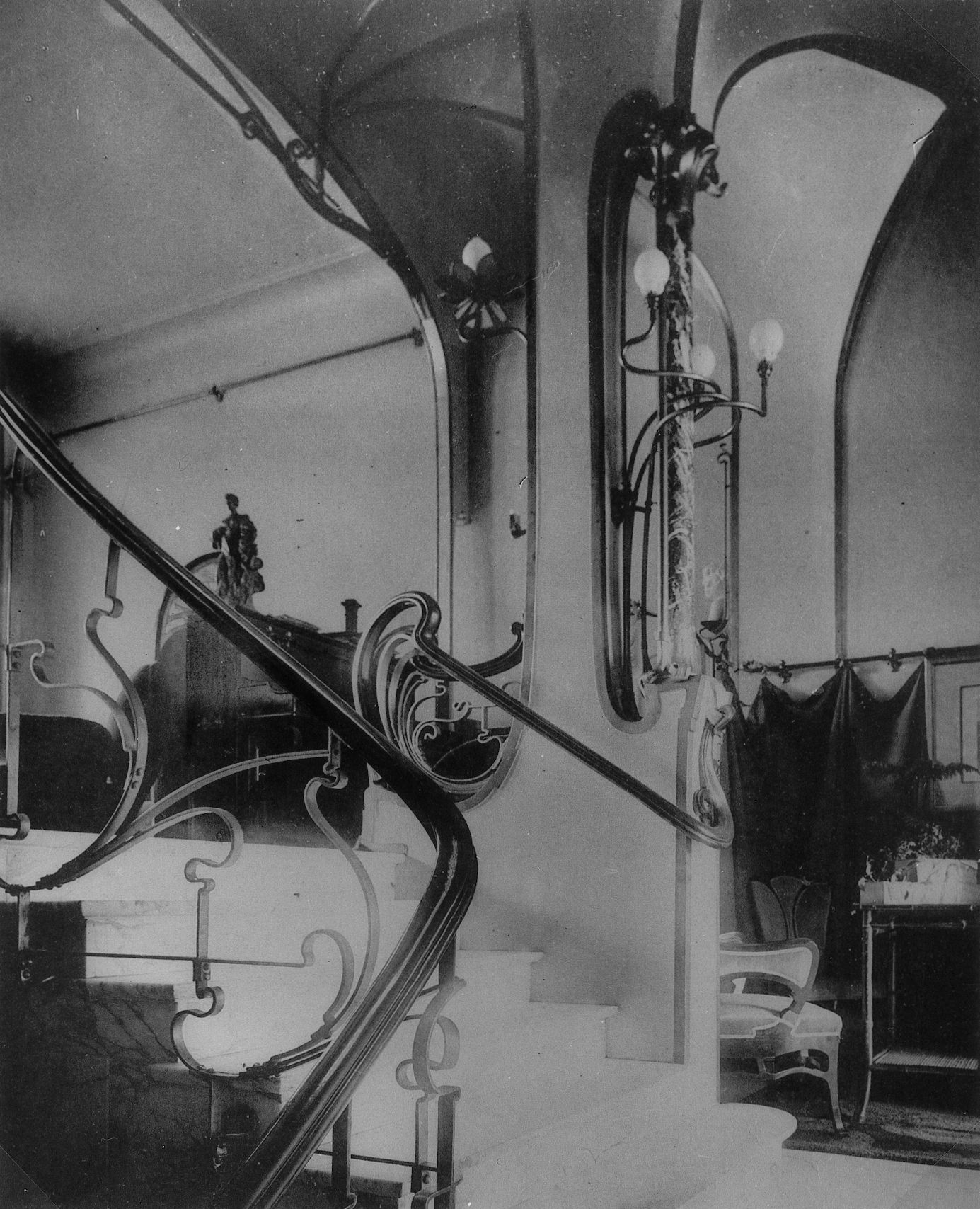
Лестница собственного дома. Брюссель
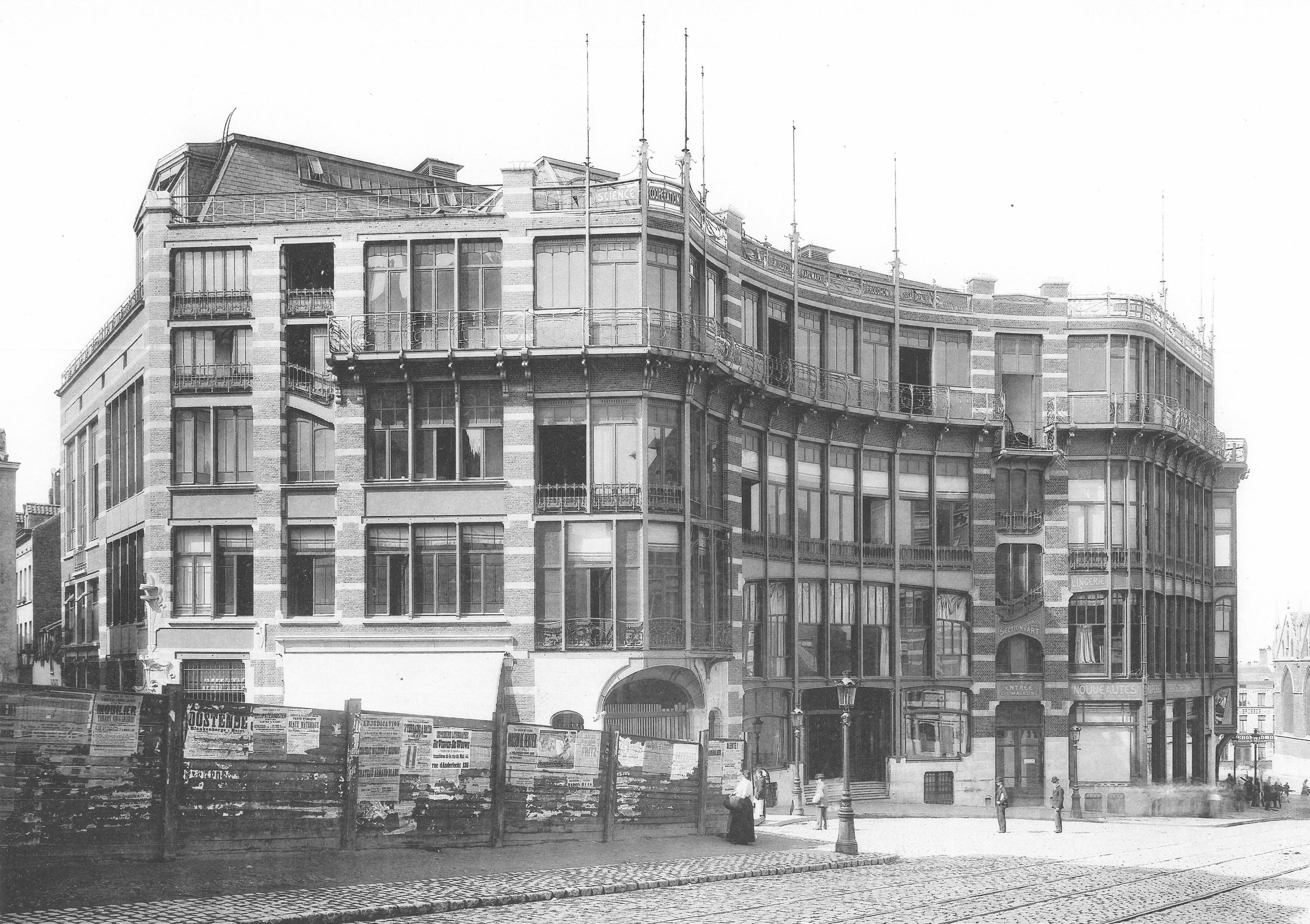
Народный дом. 1895–1899
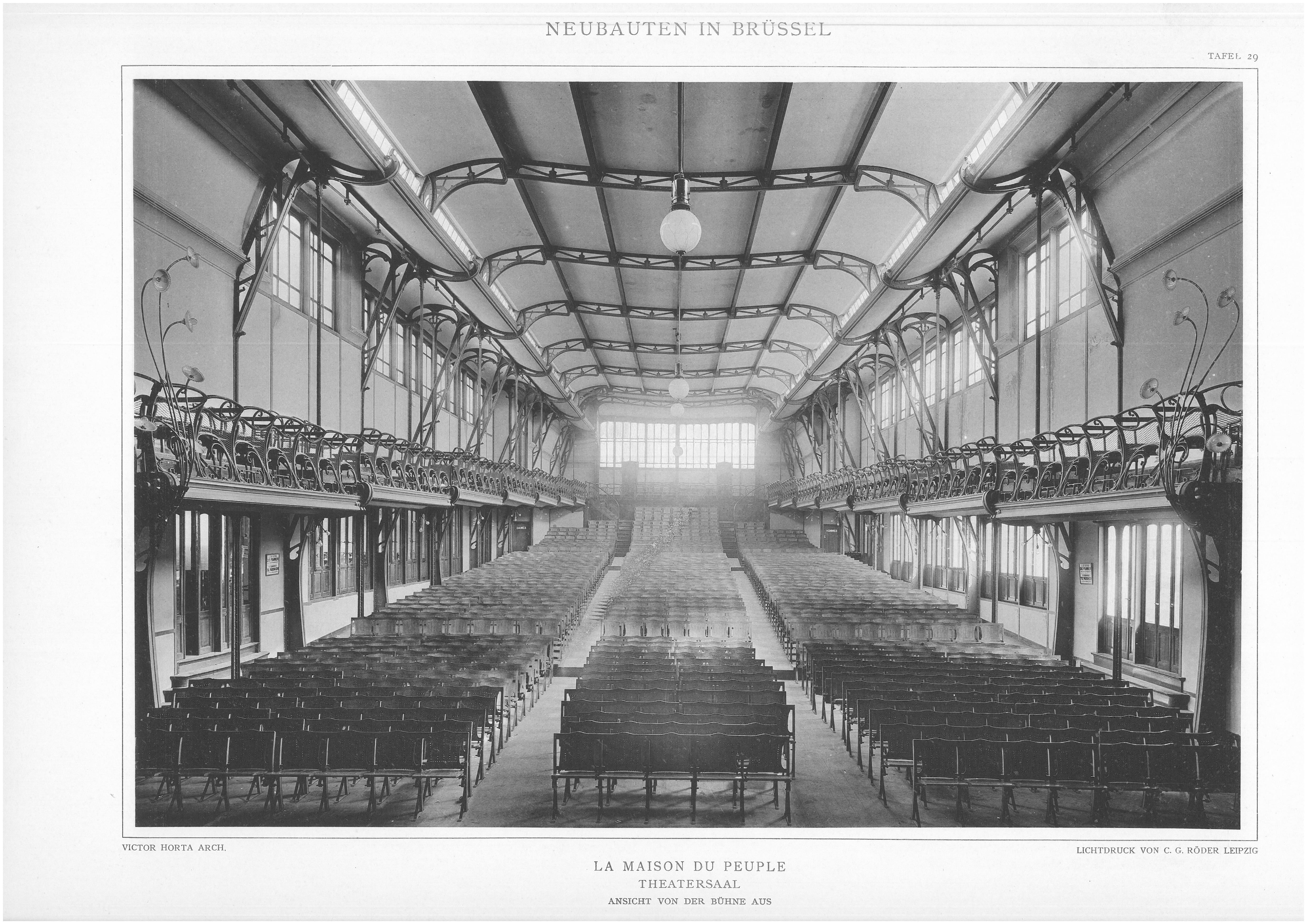
Народный дом. Театральный зал

В 1885 году начал собственную практику с постройки трёх частных домов, но затем стал испытывать затруднения с заказами. После долгих лет лишений его карьера внезапно пошла вверх. Два друга, Эжен Отрик и Эмиль Тассель, профессор Свободного университета Брюсселя, с которыми он познакомился в масонской ложе «Друзья филантропии», доверили ему строительство небольшого особняка. Архитектор поставил перед собой цель: «создать индивидуальное произведение, в котором будет найдено конструктивное, архитектурное и социальное единство». Свой подход Орта назвал «принципом портрета».
Первым из знаменитых отелей (фр. Hôtel — частный дом, особняк) Орта был Особняк Тассель на улице Поль-Эмиль Янсон № 6 в Брюсселе. Интерьер здания поразил многих. Архитектор использовал особые свойства стекла и железа, которые изучил ранее, на строительстве королевских теплиц в Лакене, чтобы создать интерьер, наполненный светом и пространством. В особняке Тассель Орта применил световые фонари и шахты, а также расположение комнат одного этажа на нескольких уровнях. В этой композиции причудливо изогнутые линии металлодекора сливаются с элементами строительной конструкции: конструкция плавно переходит в форму, а форма — в декор на плоскости или изогнутых поверхностях. Один и тот же рисунок повторяется в переплётах витражей, мозаичном узоре на полу и в перилах лестницы. Чугунные колонны лестницы вестибюля как бы вырастают из приподнятой площадки первого этажа, а чугунные «листья» их капителей легко превращаются в абстрактный рисунок свода, стен и мозаики пола. Это придает особенную пластичность всей композиции, удивительную цельность конструкции, формы и декора. Недалеко от Особняка Тасселя по улице Тюрен и в близлежащих кварталах расположены выстроенные Орта Дом Сольве (1898—1900), Особняк ван Этвельде (1898—1900) и Дом-мастерская Орта (1898—1901). Для дома Сольве архитектор использовал экзотические материалы в необычных сочетаниях: мрамор, бронзу и редкие породы тропического дерева. Стены лестницы украсил бельгийский художник Тео ван Риссельберг. Орта разработал каждую деталь, включая бронзовый дверной звонок и номер дома, чтобы они соответствовали общему стилю.

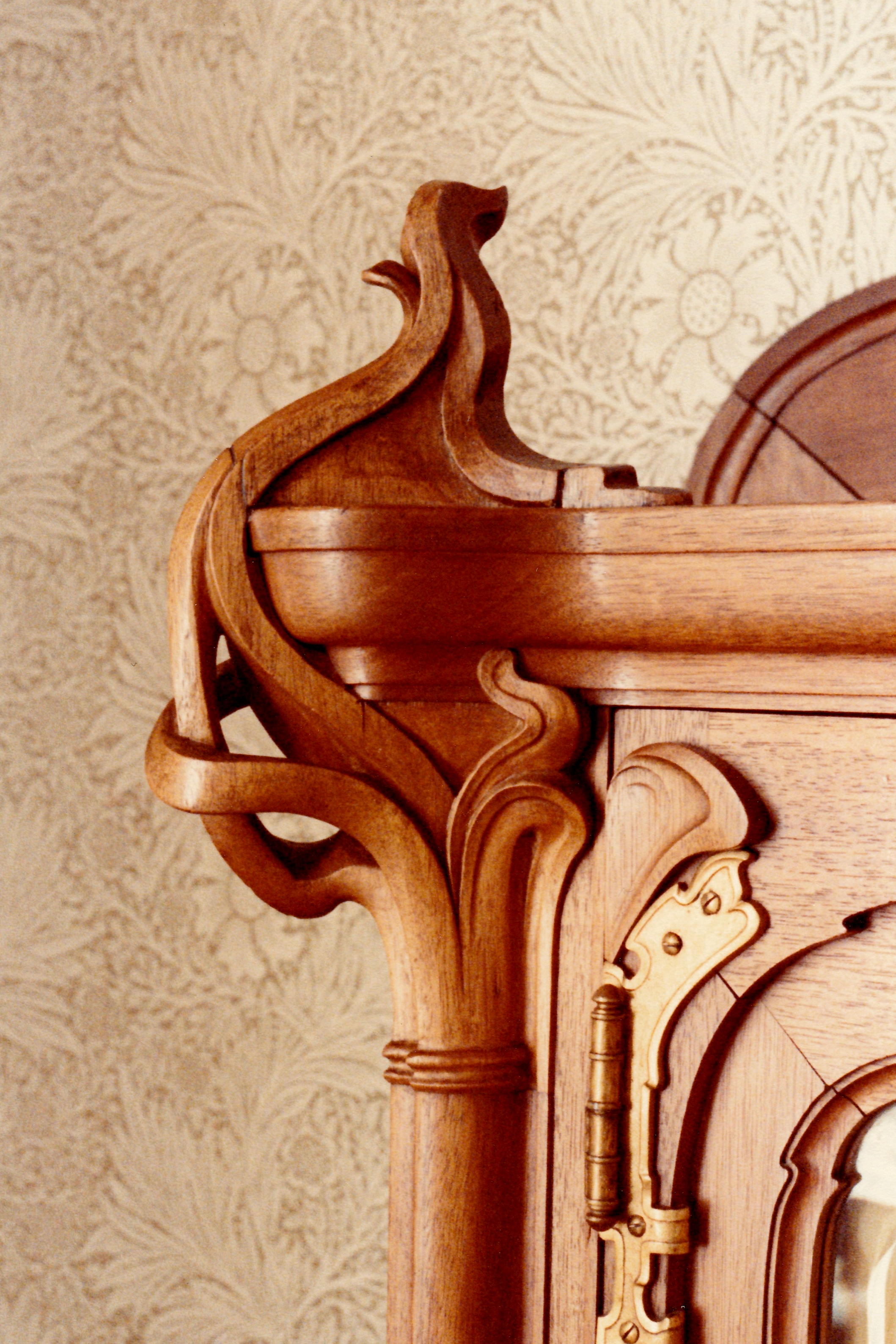
Особняк ван Этвельде. Деталь дверного наличника
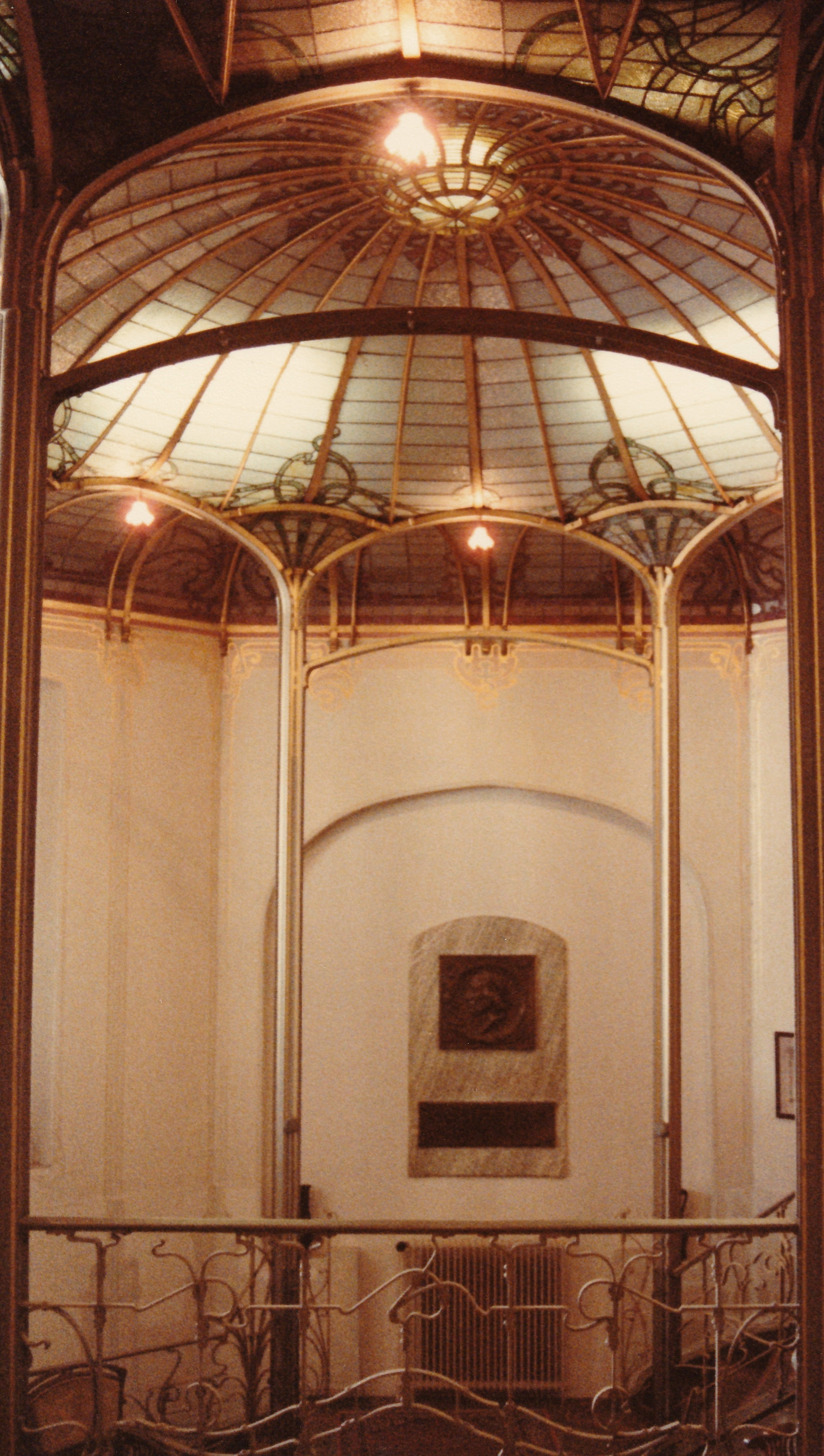
Особняк ван Этвельде. Лестничная клетка
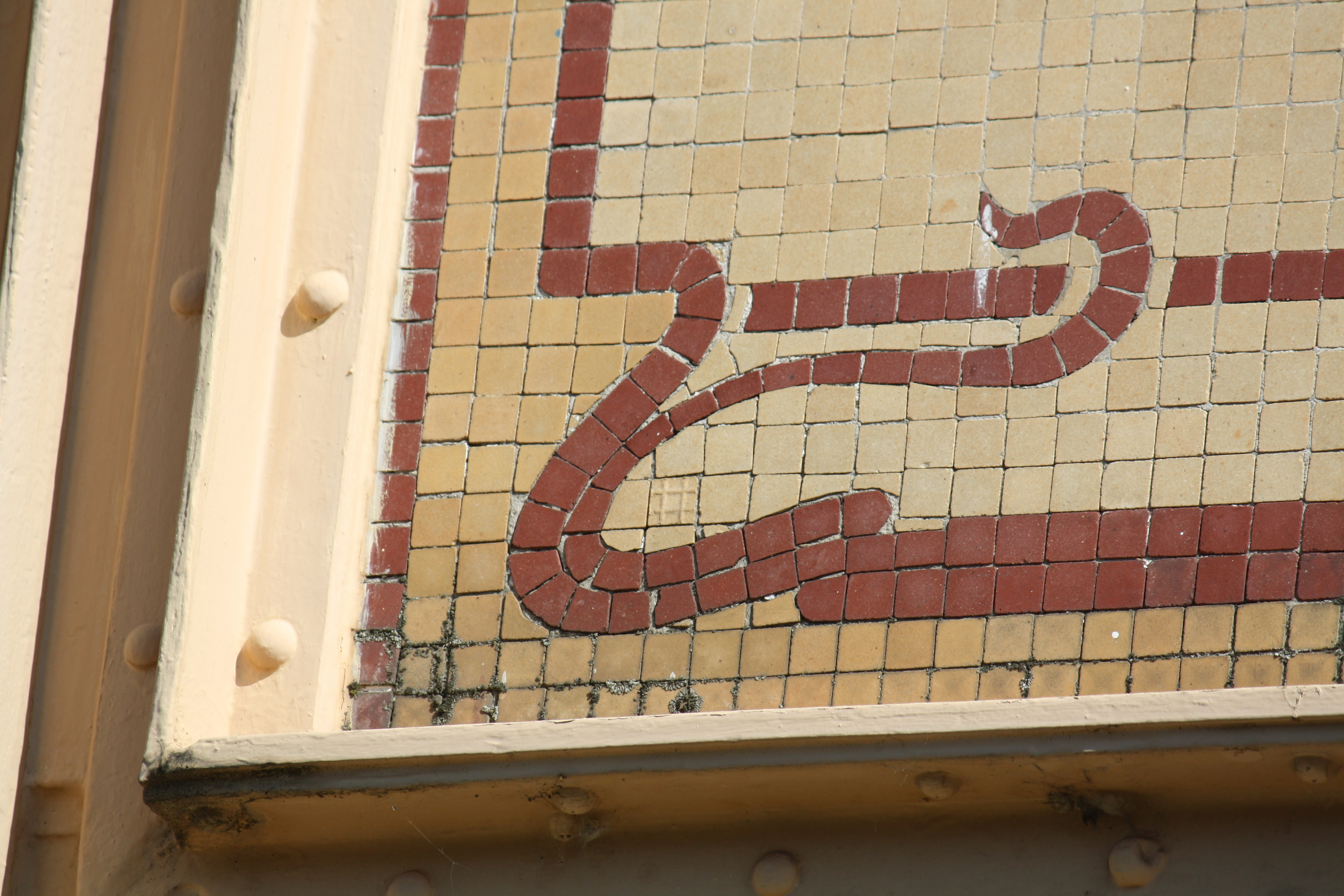
Деталь мозаики фасада
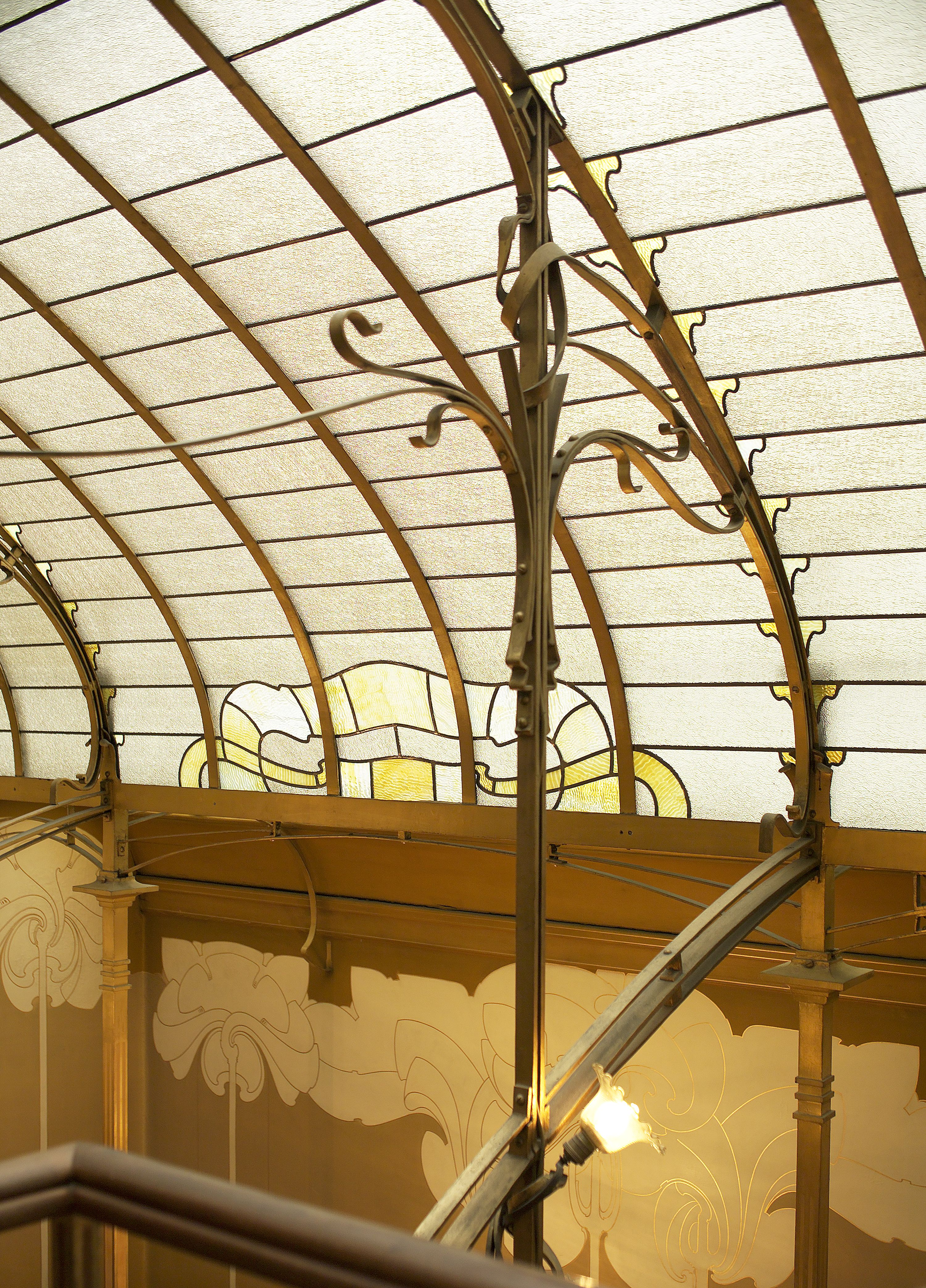
Лестница собственного дома Орта
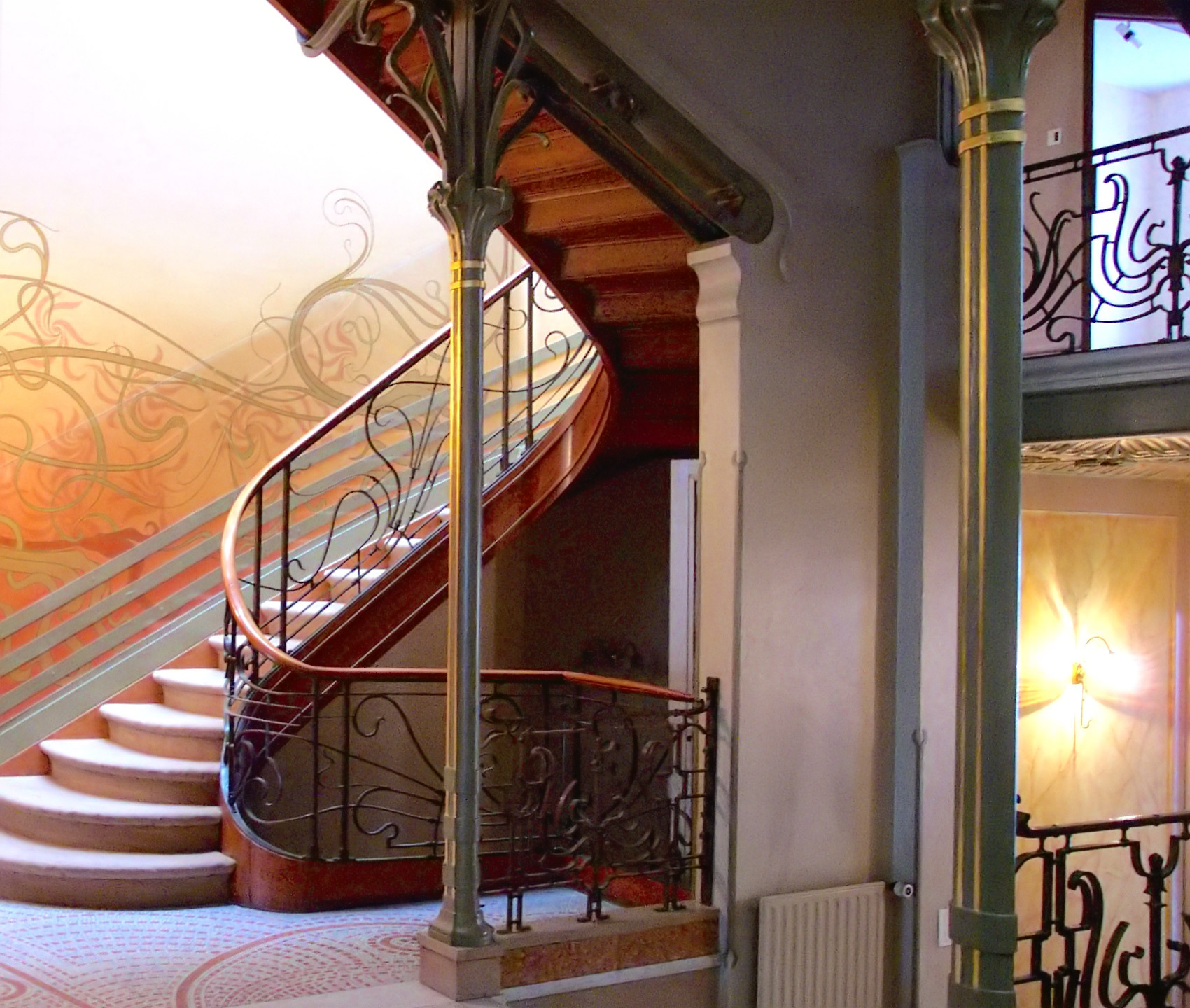
Лестница Отеля Тассель
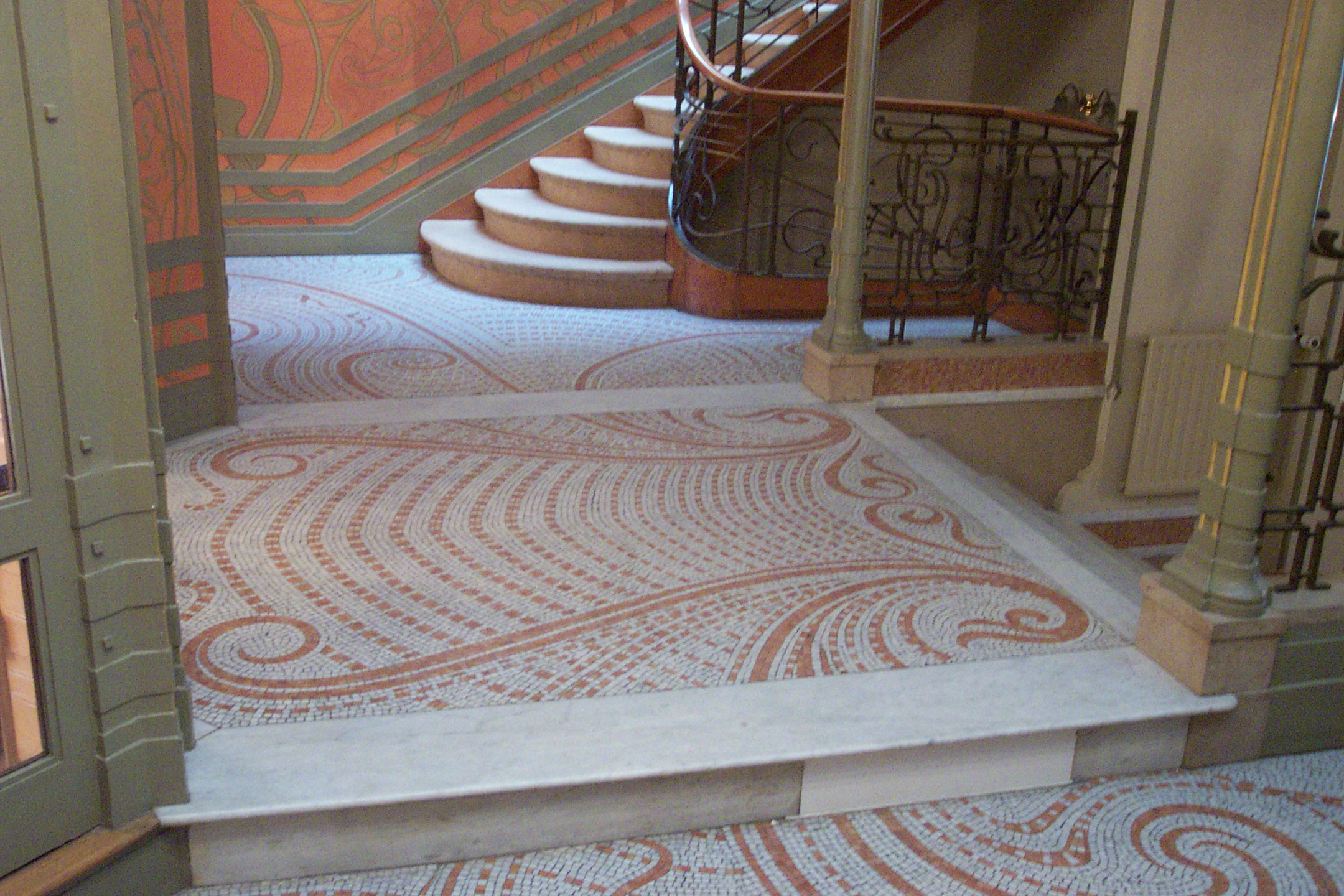
Отель Тассель. Мозаика пола
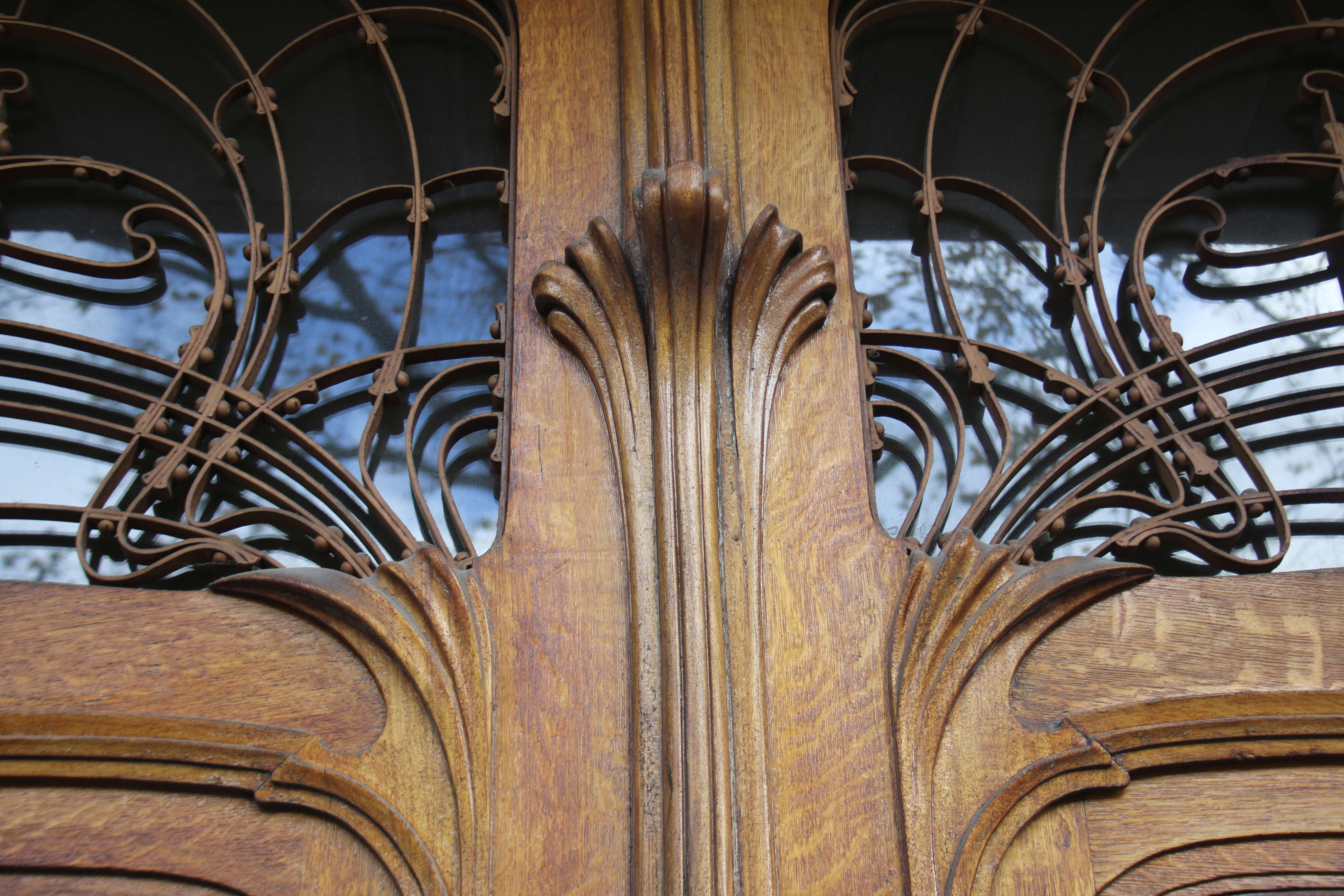
Отель Сольве. Деталь портала
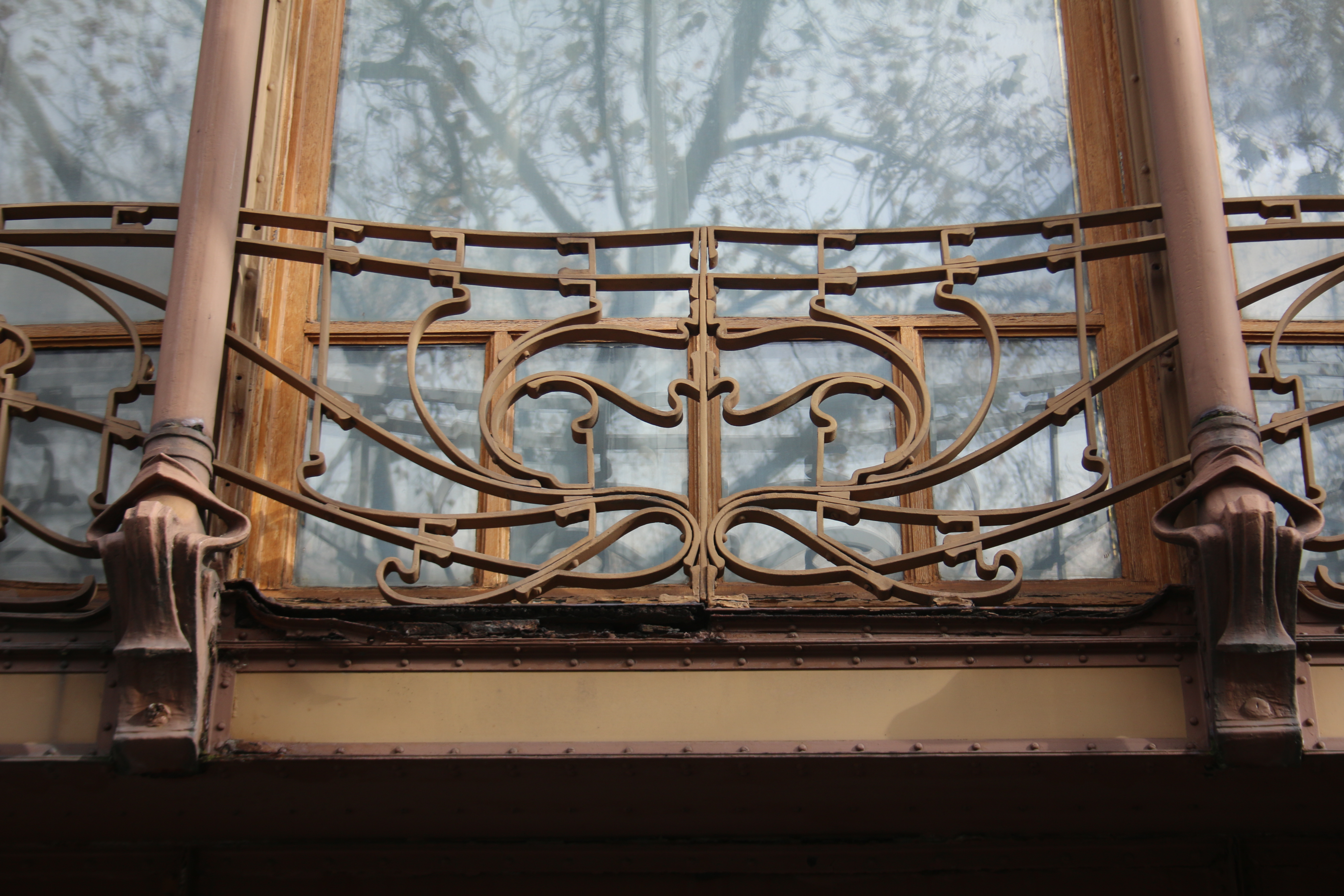
Отель Сольве. Оконное ограждение

## Творческий метод и последующие постройки
Пластические новации Виктора Орта отчасти следуют лозунгу, выдвинутому А. Ван де Велде: «Назад к природе». Многие архитекторы стремились освободиться тогда от излишеств декора, свойственных эклектизму периода историзма и «викторианского стиля». Они видели такую возможность, вслед за живописцами и графиками, в обращении к логике и красоте природных форм. Отсюда и увлечённость флоральным стилем. На второй стадии архитекторы модерна переходили к целостному проектированию здания «изнутри наружу» (в период эклектики, господствовал противоположный метод отдельного оформления фасада по принципу «слоёного пирога»).
Возрождалась старая традиция, когда архитектор рисовал всё «до последнего гвоздя»: от общего эскиза сооружения до дверных ручек, оконных переплетов, светильников и каминов. При этом в качестве основного мотива мог быть выбран любой завиток или иной небольшой формальный элемент, в том числе и «органогенный». Так, например, узор вентиляционной решетки, стилизованный под растительный мотив или пасть неведомого чудовища, могли стать доминантным мотивом, как эхо повторяющимся в других формах и в композиции целого. Это придавало некоторую мистичность, загадочность и уберегало произведение от излишней рациональности, придавая ему неповторимую индивидуальность. Это качество Виктор Орта и называл «принципом портрета в архитектуре». Своё кредо архитектор определил следующим образом: «Я хочу уже в фасаде выразить план и конструкцию здания так, как это делалось в готике, и, подобно готике, выявить материал, а природу — отобразить в стилизованном декоре».
В последующие годы Виктор Орта успешно работал в Париже и Брюсселе, принял участие в нескольких конкурсах. В 1892 году был назначен заведующим кафедрой архитектурной графики Свободного университета Брюсселя, в 1893-м получил звание профессора архитектуры, но ушёл в отставку в 1911 году после спора с академическими чиновниками по поводу строительства новых зданий для университета. В следующем году Орта стал профессором Академии изящных искусств в Брюсселе, а в 1913 году получил должность директора на три года. Он хотел реформировать преподавание архитектуры и тем самым вызвал сильную неприязнь со стороны некоторых своих коллег. В 1894 году Орта избран президентом Центрального общества бельгийской архитектуры (Société centrale d’architecture belge).
Орта был знаком с английским движением «Искусства и ремёсла» Уильяма Морриса, но, в отличие от Морриса, стремился отойти от форм, имитирующих исторические стили прошлого. В 1894 году Орта построил крупное здание в Брюсселе: «Народный дом» (Maison du Peuple) для Бельгийской рабочей партии (1895—1899). В своих «Воспоминаниях» он утверждал, что его выбрали за «эстетическую манеру», а не за политические идеи, «хотя они и совпадали». Симпатии Орта были очевидны: он давал уроки в Секции искусств, в старом Народном доме на улице Баварии, и был дружен с партийными интеллектуалами, такими как Макс Халле, Леон Фюрнемон (для которого он строил) или Эмиль Вандервельде (который позже сыграет важную роль в строительстве Дворца изящных искусств). «Новый стиль» и творческий метод Орта развивались столь интенсивно, что уже в «Народном доме», близком по стилю ар деко, заметны элементы конструктивизма. В этой постройке Виктор Орта отказался от декоративного использования элементов металлических конструкций (дом снесён в 1965 году, несмотря на протесты многих архитекторов).
Накопление заказов между 1893 и 1898 годами позволило архитектору купить два участка земли на улице Америкаин в Сен-Жиле, чтобы построить собственный дом и студию.
В феврале 1915 года, когда началась Первая мировая война и Бельгия была оккупирована, Орта переехал в Лондон для участия в архитектурном конгрессе, но не смог вернуться в Бельгию. Движимый необходимостью зарабатывать на жизнь, он уехал в Соединенные Штаты, где читал лекции в американских университетах. Вернулся в 1919 году и, столкнувшись с материальными трудностями, вынужден был продать свой дом и студию.
После войны стиль ар-нуво вышел из моды. Орта продолжал использовать в своих проектах рациональные планы и применять новейшие разработки в области строительных технологий и инженерных коммуникаций.
В 1925 году Виктор Орта был почётным архитектором бельгийского павильона на Международной выставке современных декоративных и промышленных искусств в Париже (Exposition Internationale des Arts Décoratifs et Industriels Modernes), давшей название стилю ар-деко. В следующем году он возглавил жюри международного конкурса проектов Дворца Лиги Наций в Женеве и был удостоен звания офицера ордена Почётного легиона.
С 1927 года Виктор Орта в течение четырёх лет занимал должность директора Королевской Академии изящных искусств в Брюсселе. В 1928 году построил Дворец искусств в Брюсселе и Музей изящных искусств в Турне. В 1937 году Орта завершил свою последнюю работу — проект Центрального вокзала Брюсселя. В 1932 году в знак признания особых заслуг удостоен звания барона королем Альбертом I.
В 1939 году Виктор Орта начал писать свои мемуары. В это время он пережил драмы в личной жизни, его второй брак оказался неудачным, а его дочь Симона неожиданно скончалась в декабре 1939 года. Он прекратил писать и не возобновлял дневник до 1941 года. Мемуары Виктора Орта были опубликованы в 1986 году с комментариями куратора музея Орта Сесиль Дюльер.
Как правило Орта вместе с проектированием здания рисовал и мебель. Проекты и образцы мебели Виктора Орта были показаны на Всемирной выставке 1900 года в Париже и Выставке современного декоративного искусства в Турине в 1902 году. Мебель по проектам Орта делали вручную и в единственном экземпляре.
Виктор Орта умер 8 сентября 1947 года в Брюсселе, в построенной им клинике на улице де Линту и был похоронен на Иксельском кладбище в Брюсселе. В столице Бельгии имеется Музей Виктора Орта, реставрируются его постройки, издаются монографии и статьи о его творчестве.

## Мебель Виктора Орта

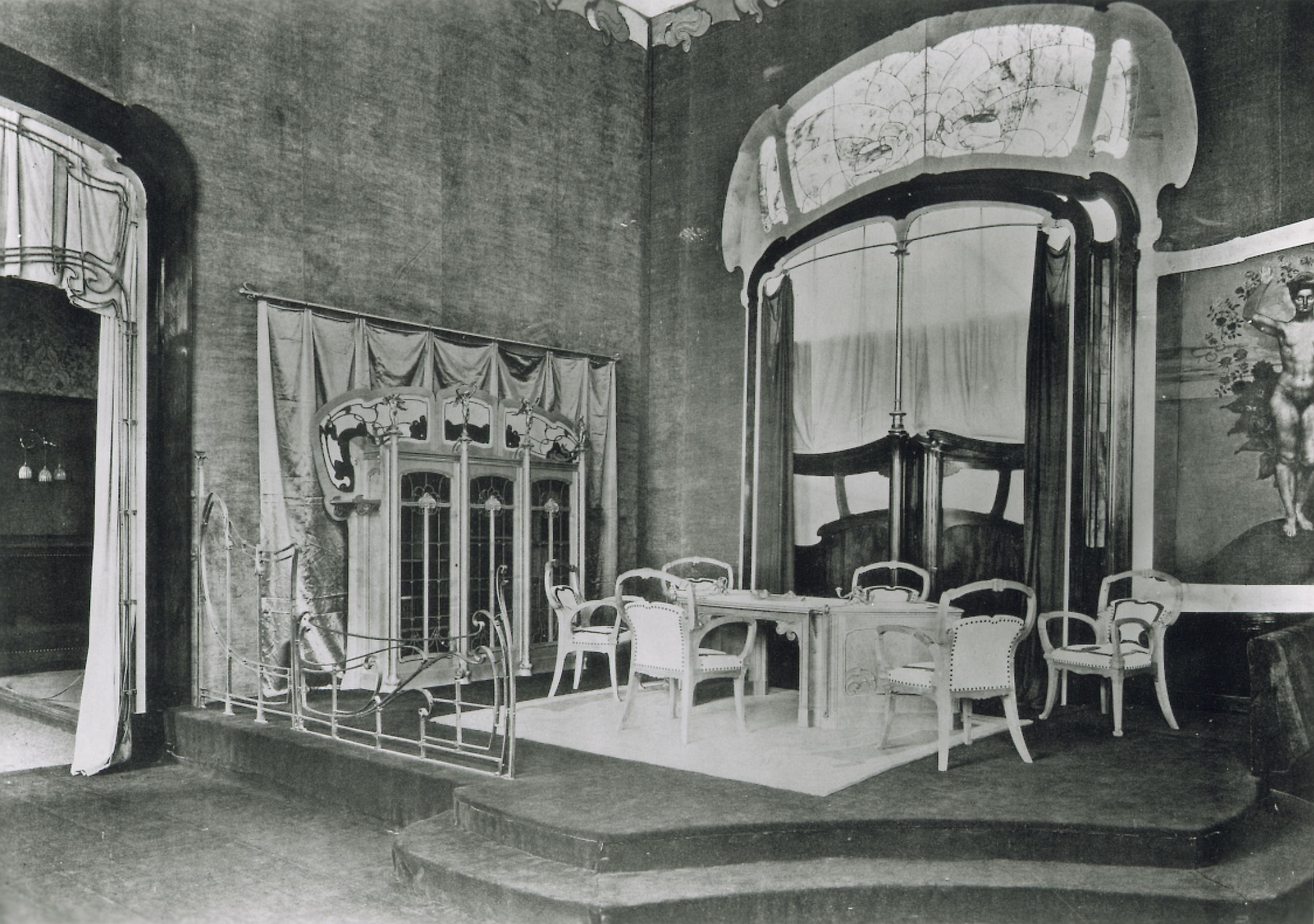
Экспозиция мебели Орта для Выставки современного декоративного искусства в Турине. 1902. Музей В. Орта, Брюссель
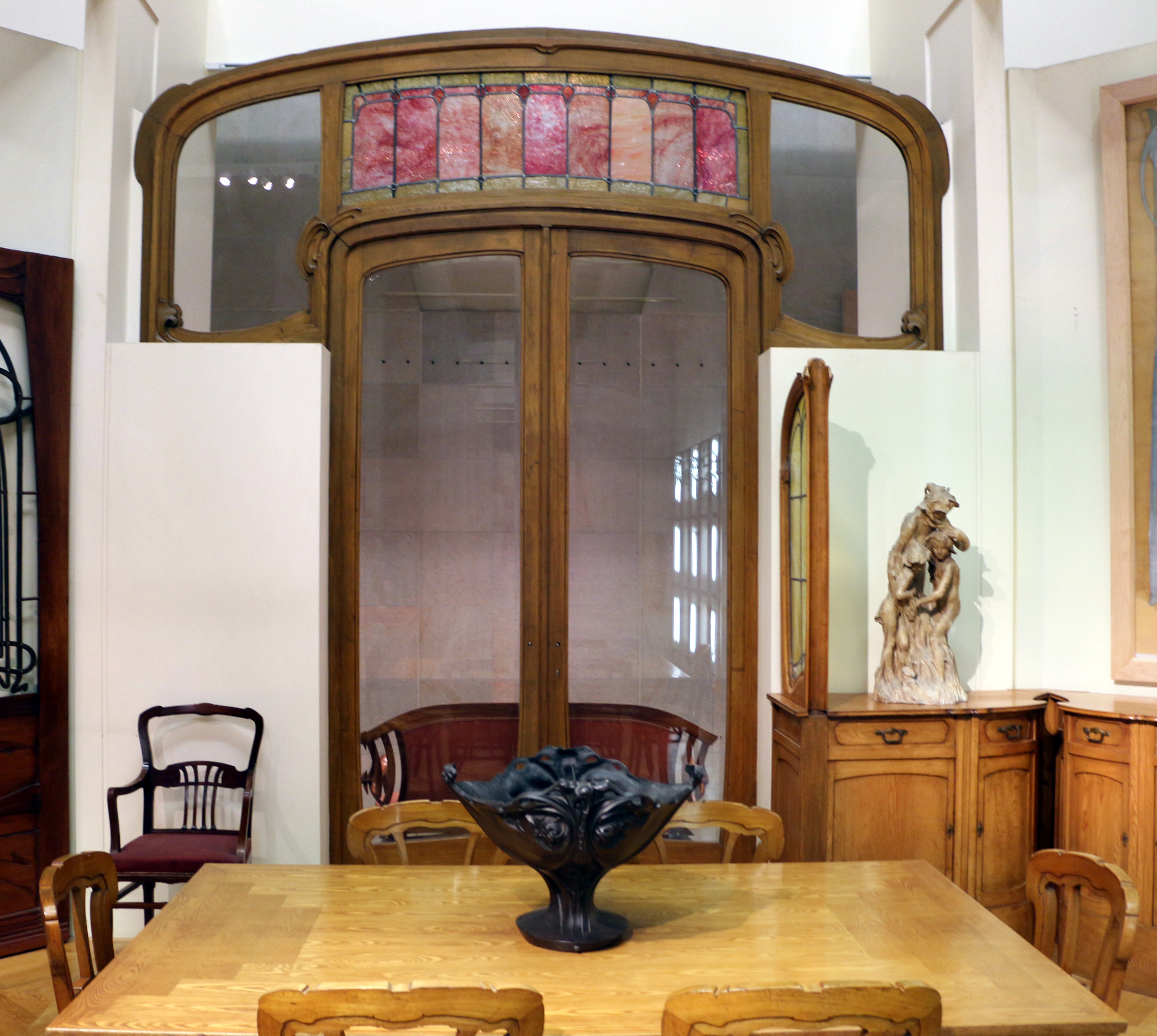
Интерьер и мебель Отеля Обек в Брюсселе. 1902-1904
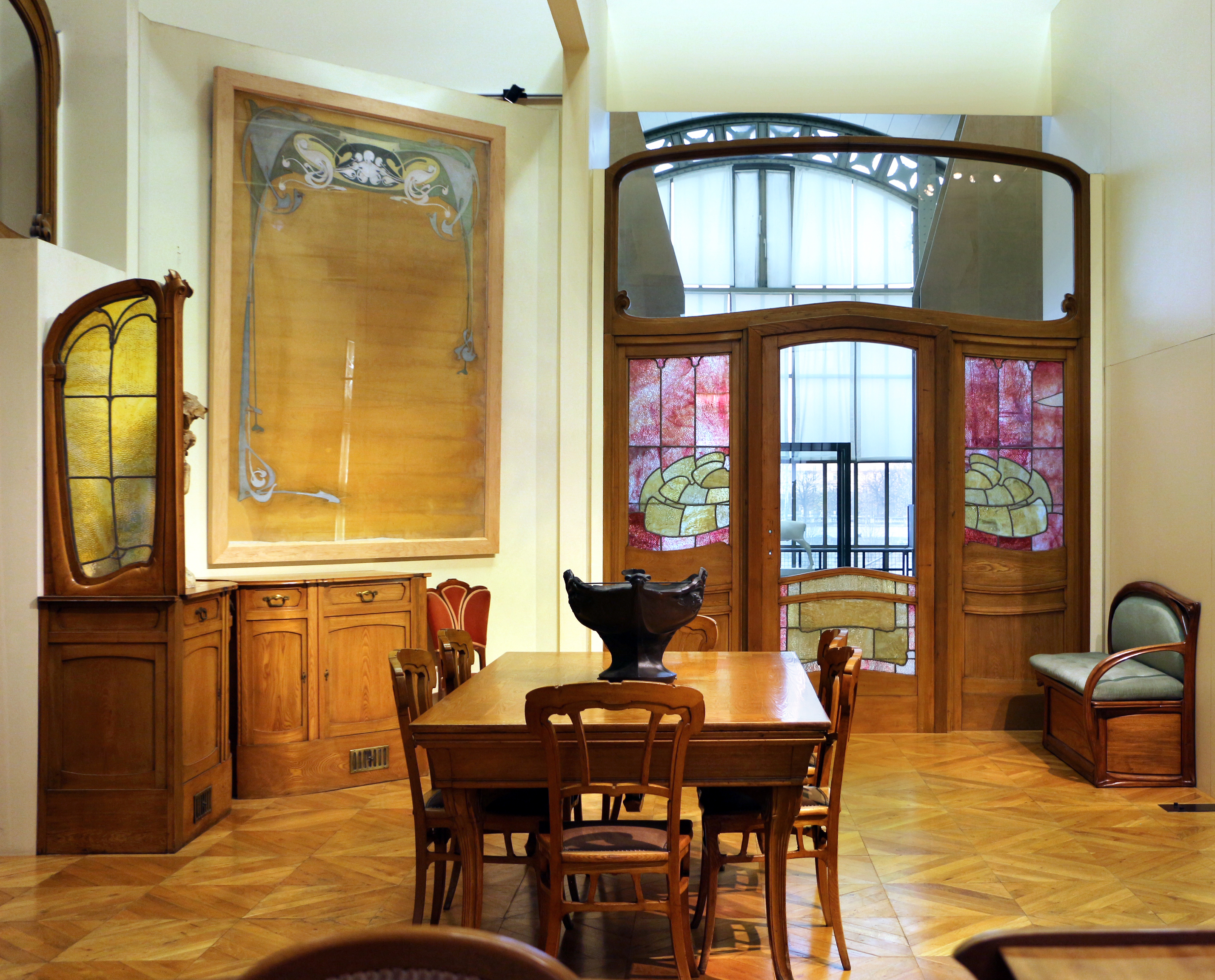
Интерьер Отеля Обек
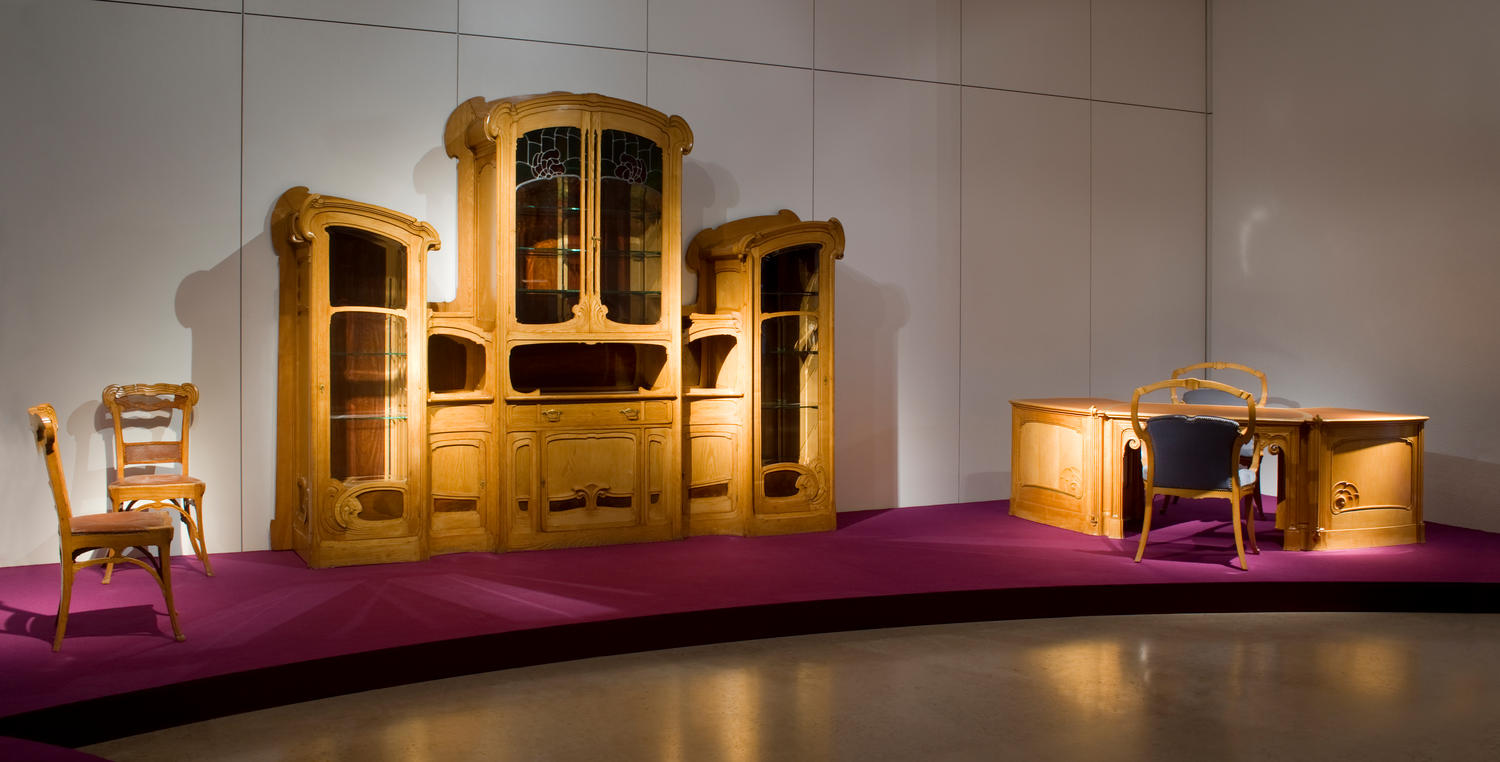
Комплект мебели. Фонд короля Бодуэна, Брюссель
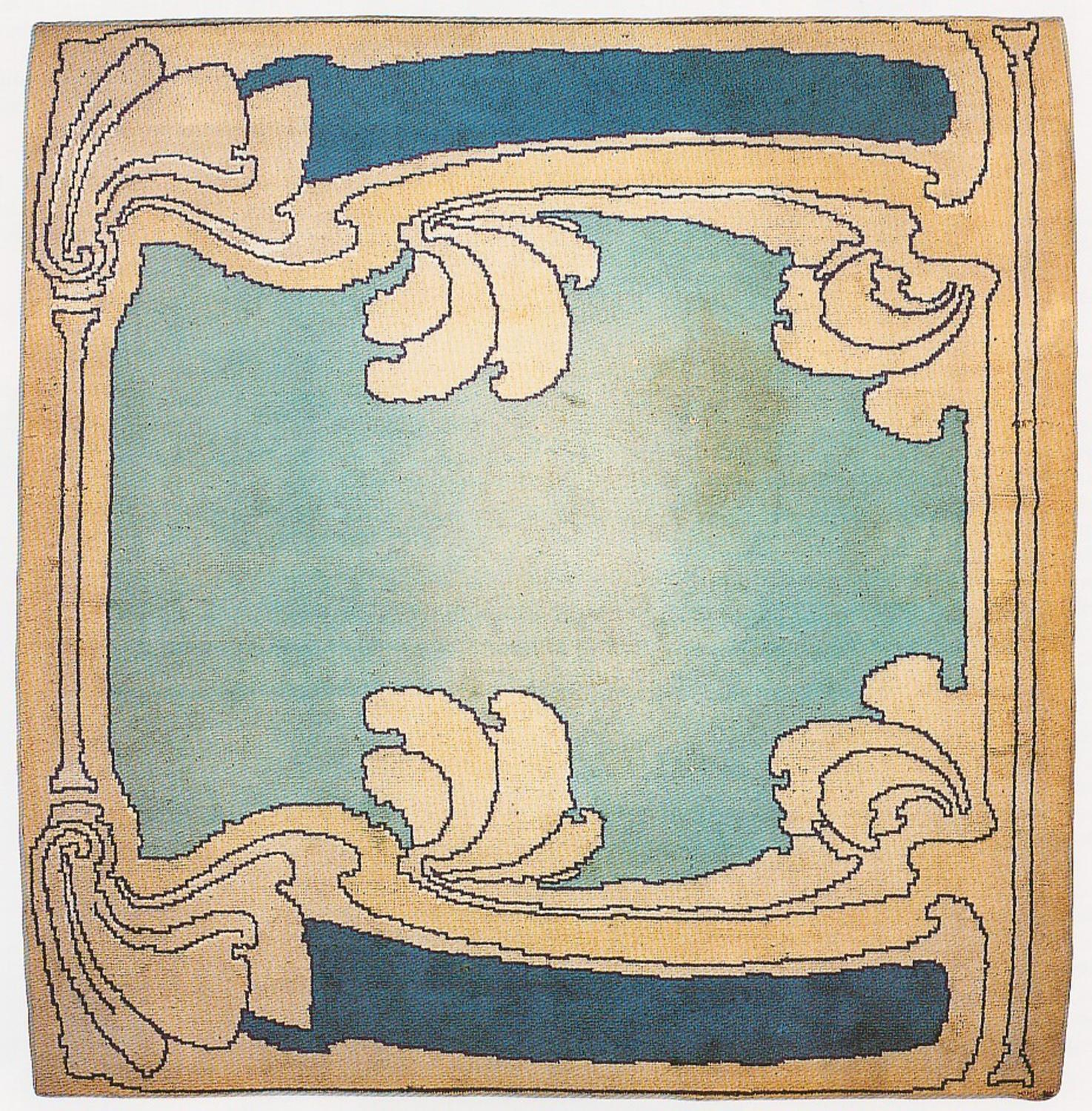
Ковёр. Фонд короля Бодуэна, Брюссель
Стул. Художественный музей Кливленда. США
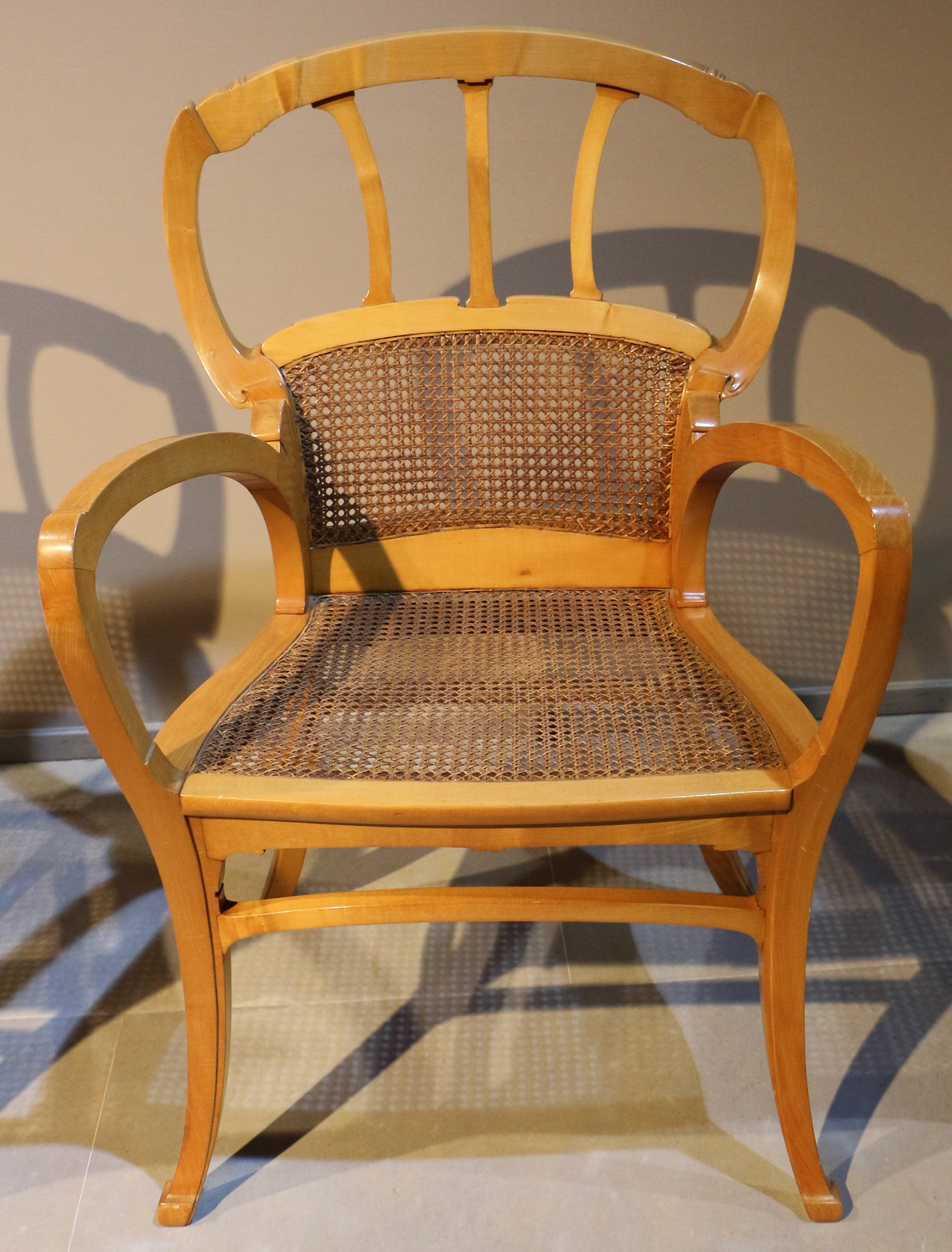
Кресло. «Музей конца века», Брюссель
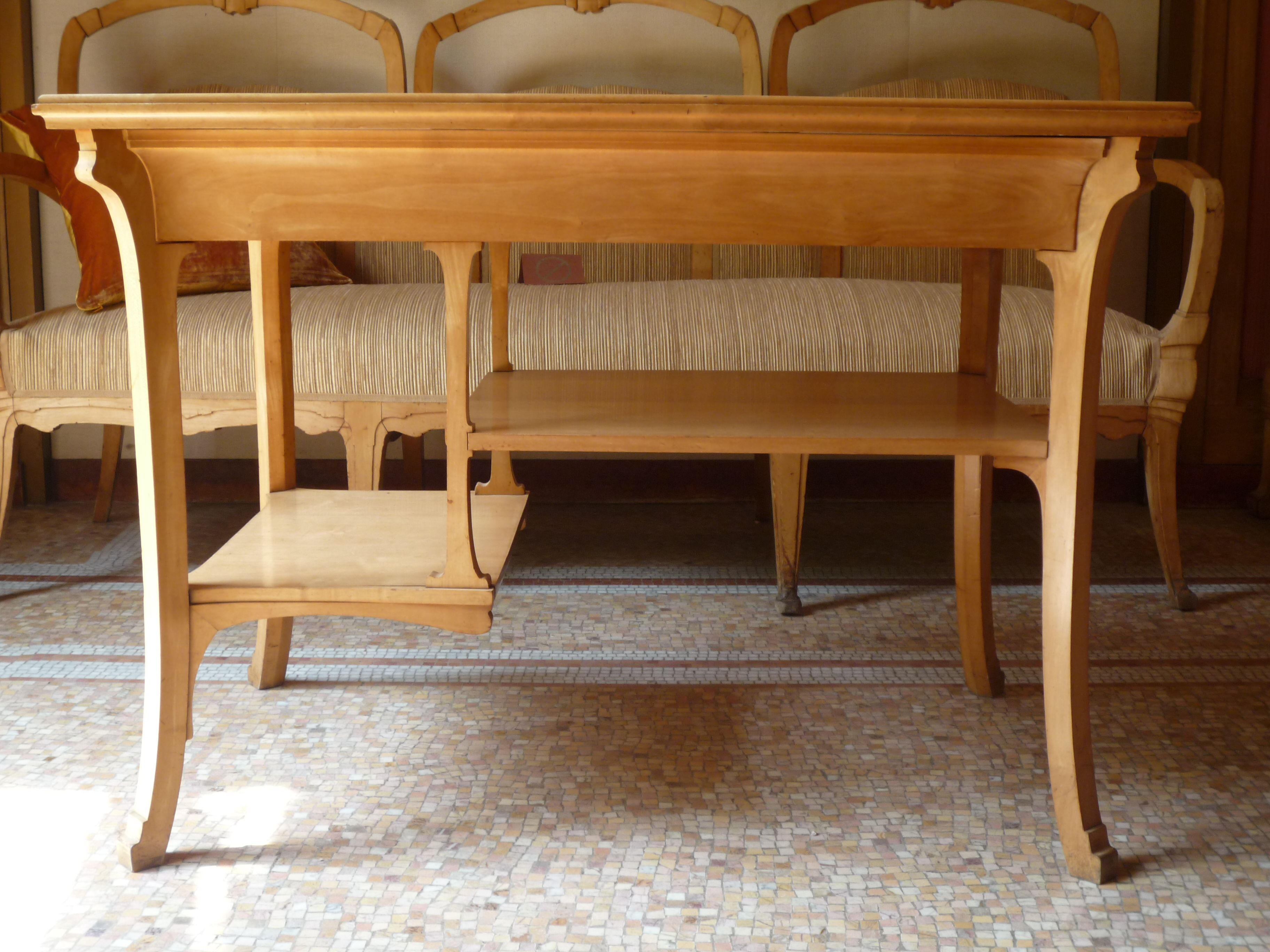
Стол. 1902. Музей В. Орта, Брюссель

## Основные постройки
- 1893 — Дом Отрика[фр.] — Культурное наследие Бельгии

### В списке ЮНЕСКО
- Особняк Тассель
- Дом Сольве
- Особняк ван Этвельде
- Музей Орта